# ليزلي سيلفا
ليزلي سيلفا (بالإنجليزية: Leslie Silva)‏ (و. 1968 – م) هي ممثلة، وممثلة مسرحية، وممثلة تلفزيونية، من الولايات المتحدة الأمريكية، ولدت في سكنيكتادي، نيويورك.

## التعليم
تعلمت في مدرسة جوليارد.

## وصلات خارجية
- ليزلي سيلفا على موقع IMDb (الإنجليزية)
- ليزلي سيلفا على موقع قاعدة بيانات الفيلم (الإنجليزية)